# Ornithogalum narbonense
Ornithogalum narbonense – вид рослин родини холодкові (Asparagaceae). narbonense — географічний епітет, який натякає на його місце зростання в Нарбоні.

## Опис
Багаторічна, трав'яниста цибулинна рослина, заввишки зазвичай від 40 до 60 (80). Бульби 2-4 см в діаметрі, від яйцеподібних до сферичних. Листки в числі (2) 3-4 (-6), розміром 30-50 (-60) х (0,3-) 0,6-2 см. Квітконіжки 1,5-3 см. Суцвіття 25 до 75-квіткові. Пелюстки 10-16 (-18) х (2) 3-4 мм обратноланцетовиді, іноді довгасті, гострі. Пелюстки всередині молочно-білі, зовні мають рівномірно зелені смуги. Капсули 1-1,3 х 0,6-0,8 (-1) см тісно яйцеподібні. цвіте з квітня по травень.

## Поширення
Північна Африка: Алжир; Лівія; Марокко; Туніс. Західна Азія: Кіпр; Іран; Ізраїль; Йорданія. Південна Європа: Албанія; Болгарія; Греція; Італія; Франція; Іспанія [вкл. Канарські острови]. Росте переважно на глинистих ґрунтах.

## Галерея

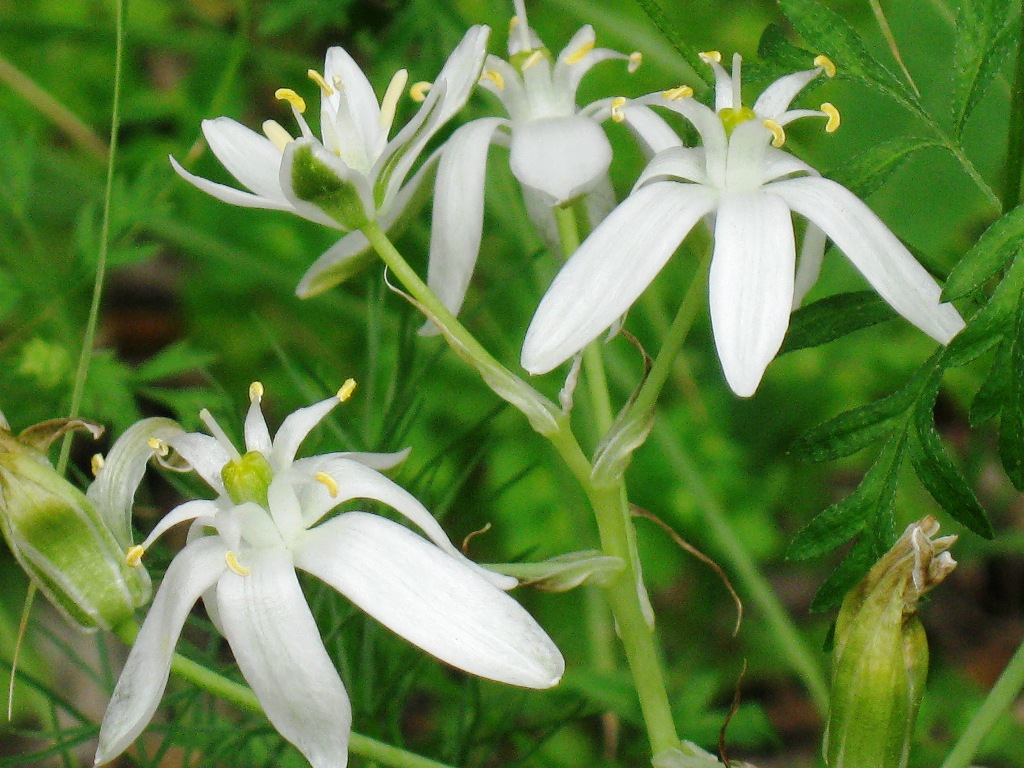